# نادي هلال الأبيض
نادي الهلال للتربية البدنية - الأبيض هو نادي رياضي سوداني تأسس سنة 1931 ومقره في مدينة الأبيّض عاصمة ولاية شمال كردفان. يلعب حالياً في دوري الدرجة الأولى بولاية شمال كردفان بعد هبوطه من الدوري الممتاز موسم 2022.
شارك لأول مرة قارياً في مسابقة كأس الكونفيدرالية الأفريقية موسم 2017، وتمكن من الوصول إلى الدور ربع النهائي إلا أنه خرج أمام تي بي مازيمبي الكونغولي بنتيجة 7-1 بمجموع المباراتين.

## تشكيلة اللاعبين الحالية[2]

### الحراسة
- حافظ أحمد
- زكريا حيدر
- أحمد عبد العظيم
- أكرم الهادى سليم
- محمد الفاتح

### الدفاع
- عبد الرحمن اسحق كرنقو
- أحمد الطيب
- علي أدريانا
- بكري بشير
- حسن إسحاق كرنقو
- مرتضى عبد الله
- نجم الدين خليفة
- عمر سفاري
- يوسف علي

### الوسط
- أبو بكر سليمان
- فيصل موسى حسين
- جلال السيد
- محمد أحمد
- مفضل محمد الحسن
- متوكل الطاهر
- محمد شاويش
- مهند الطاهر
- نيلسون لادزاغلا

### الهجوم
- خميس كيزا
- معاذ عبد الرحيم
- شيخ موكورو

## روابط خارجية
- نادي هلال الأبيض على فايسبوك